# 김현준 (1983년생 배우)
김현준(1983년 11월 13일 ~ )은 대한민국의 배우이다.

## 학력
- 상탑초등학교
- 하탑중학교
- 이매고등학교
- 한국예술종합학교 연기과 (학사)

## 생애
1983년 서울출생으로 분당 상탑초등학교, 하탑중학교를 거쳐 이매고등학교를 졸업했다.
2002년 한국예술종합학교 연기과에 입학하였다
2004년  해병대 병965기로 입대하였다. 보직은 헌병이었다.
후반기교육 종합헌병학교(ebc)에서 812기 수석으로 퇴소했다.
한예종 재학 중, 교내연기상을 수상하였다.(2007년)

## 연극
- 2007년 연극 달링
- 2009년 모범생들
- 2009년 극야
- 2009년 낯선하루이야기
- 2009년 태평성대
- 2010년 우릴봤을까
- 2010년 옥탑방고양이
- 2010년 봄작가겨울무대
- 2011년 모범생들지방공연
- 2011년 세종문화회관 햄릿
- 2011년 인터내셔널리스트
- 2011년 70년전
- 2011년 국립극단 벌
- 2013년 내일공연인데어떡하지
- 2014년 내일공연인데어떡하지2
- 2015년 모범생들재공연
- 2015년 시동라사 10주년 낭독공연
- 2017년 모범생들10주년공연
- 2017년 내일공연인데어떡하지1.3
- 2019년 더헬멧
- 2020년 무모할지라도 안티고네
- 2020년 존경하는 엘레나 선생님
- 2021년 보도지침

## 뮤지컬
- 2008년 뮤지컬 테너를 빌려줘
- 2015년 뮤지컬 젊음의 행진
- 2017년 뮤지컬 오늘 처음 만드는 뮤지컬
- 2019년 뮤지컬 오늘 처음 만드는 뮤지컬
- 2019년 스토리 큐 뮤지컬 피칭데이 - 프리즈
- 2020년 뮤지컬 오늘 처음 만드는 뮤지컬 (부천, 구리)

## 출연작

### 드라마
- 2013년 TVN 《환상거탑》 ... 기자
- 2013-2014 MBC주말드라마 《사랑해서 남주나》 ... 김원준대리
- 2014 SBS 일일드라마 《청담동 스캔들》 ... 박비서
- 2015 MBC 수목드라마 《앵그리맘》 ... 종만
- 2015 MBC 월화드라마 《화려한 유혹》 ... 시인
- 2016-2017 MBC 수목드라마 《미씽나인》 ... 김비서
- 2017 KBS드라마 《안단테》 ... 조현식대위
- 2017-2018 KBS 일일드라마 《미워도사랑해》 ... 이비서
- 2021 KBS 단막극 《사이렌》 ... 선배
- 2022 OCN 드라마 《돼지의 왕》 ... 김재호
- 2022 TV조선 드라마 《마녀는 살아있다》 ... 이남규
- 2022 TVING 드라마 《개미가 타고있어요》 ... 준호
- 2022 TVN 드라마 《작은 아씨들》 ... 변호사
- 2023 KBS 드라마 《가슴이 뛴다》 ... 박수무당
- 2023 TVN 드라마 《경이로운 소문2》 ... 이충재

## 결혼
- 2017년 7월 10일 뮤지컬음악감독 양주인 과 결혼